# Ямное (Володарский район)
Ямное — село в Володарском районе Астраханской области России. Входит в состав Козловского сельсовета.

## География
Село находится в юго-восточной части Астраханской области, на левом берегу протоки Чурка дельты реки Волга, на расстоянии примерно 14 км (по прямой) к юго-востоку от посёлка Володарский, административного центра района. Абсолютная высота — 25 м ниже уровня моря.
Климат
Климат умеренный, резко континентальный, характеризуется высокими температурами летом и низкими — зимой, малым количеством осадков, а также большими годовыми и летними суточными амплитудами температуры воздуха.

## История
В «Списке населенных мест Российской империи» 1859 года Яминская упомянута как поселение на владельческих землях Красноярского уезда (1-го стана) при реке Чурка, расположенное в 30 верстах от уездного города Красный Яр (ныне село). В Ямном насчитывалось 14 дворов и проживало 80 человек (38 мужчин и 42 женщины).

## Население
| 2002 | 2010 |
| ---- | ---- |
| 235  | ↗278 |

Гендерный состав
По данным Всероссийской переписи, в 2010 году численность населения села составляла 278 человек (140 мужчин и 138 женщин).
Национальный состав
Согласно результатам переписи 2002 года, в национальной структуре населения казахи составляли 96 %.
| Национальность | Численность (2010) | Процент |
| -------------- | ------------------ | ------- |
| Казахи         | 271                | 96,8%   |
| Русские        | 5                  | 1,8%    |
| Татары         | 4                  | 1,4%    |
| Всего          | 280                | 100%    |

## Улицы
- ул. Молодёжная,
- ул. Набережная,
- ул. Ново-Ямнинская,
- ул. Солнечная[8].

## Инфраструктура
В селе находятся начальная школа (филиал начальной школы Козловской СОШ), фельдшерско-акушерский пункт (филиал ГБУЗ АО «Володарская ЦРБ») и сельский клуб.